# Crassula multicava
Espèce
Crassula multicava est une espèce de plantes de la famille des Crassulacées.

## Distribution géographique
Cette plante est originaire d'Afrique du Sud, elle a été introduite et s'est propagée sur tous les continents dans les zones au climat méditerranéen.